# فورتا
اتحاد المنظمات الإقليمية للإذاعة والتلفزيون ( (بالإسبانية: اتحاد منظمات الراديو والتلفزيون المستقلة)‏ FORTA ) هي رابطة لشبكات البث العامة من اثني عشر منطقة ذاتية الحكم في إسبانيا . تم إنشاؤه في 5 أبريل 1989م. 

## الأعضاء
| الحكم الذاتي                       | منظمة                                                 | القنوات التليفزيونية                                                                                                  | محطات الإذاعة                                                                              | مؤسسة |
| ---------------------------------- | ----------------------------------------------------- | --- | ------------------------------------------------------------------------------------------ | ----- |
| إقليم الباسك</img> إقليم الباسك    | يوسكال إيراتي تيليبيستا (EITB)                        | ETB 1 (عالية الدقة) </br> إي تي بي 2 (عالية الدقة) </br> إي تي بي 3 </br> إي تي بي 4 </br> ETB السبت </br> قناة فاسكو | أوسكادي إراتيا </br> راديو أوسكادي </br> راديو فيتوريا </br> اي تي بي ميوزيكا </br> غازتيا | 1982  |
| كاتالونيا</img> كاتالونيا          | المؤسسة الكاتالونية للوسائط السمعية والبصرية (CCMA)   | TV3 (عالية الدقة) </br> 33 / سوبر3 </br> 3/24 </br> إسبورت3 </br> TV3CAT                                              | راديو كاتالونيا </br> موسيقى كاتالونيا </br> معلومات كاتالونيا </br> iCat                  | 1983  |
| غاليسيا</img> غاليسيا              | مؤسسة راديو وتلفزيون غاليسيا (CRTVG)                  | TVG </br> G2 </br> تي في جي أوروبا </br> تي في جي أمريكا                                                              | راديو جاليجا </br> راديو جاليجا ميوزيكا </br> راديو ابن غاليسيا                            | 1985  |
| منطقة بلنسية</img> منطقة بلنسية    | شركة فالنسيانا دي ميتجانز دي كومونيكاسيو (CVMC)       | بونت (HD) | À بونت FM                                                                                  | 2016  |
| أندلوسيا</img> أندلوسيا            | راديو وتلفزيون الأندلس (RTVA)                         | قناة سور (HD) </br> قناة سور 2 </br> تلفزيون الأندلس </br> قناة سور الأندلس                                           | راديو قناة سور </br> راديو الأندلس للمعلومات </br> راديو قناة فييستا </br> راديو الفلامنكو | 1987  |
| مدريد</img> مدريد                  | راديو وتلفزيون مدريد (RTVM)                           | تيليمدريد (عالية الدقة) </br> لاوترا                                                                                  | اوندا مدريد                                                                                | 1984  |
| جزر الكناري</img> جزر الكناري      | راديو وتلفزيون كناريا (RTVC)                          | تلفزيون كناريا (HD)                                                                                                   | راديو جزر الكناري                                                                          | 1984  |
| قشتالة</img>كاستيا لا مانشا        | كاستيا لا مانشا ميديا (CMM)                           | تلفزيون سي إم إم (عالي الدقة)                                                                                         | راديو سي إم إم                                                                             | 2000  |
| Balearic Islands</img> جزر البليار | هيئة الإذاعة العامة لجزر البليار (EPRTVIB)            | IB3 (عالية الدقة) | راديو IB3                                                                                  | 2004  |
| أراغون</img> أراغون                | مؤسسة أراغونيسا للإذاعة والتلفزيون (CARTV)            | تلفزيون أراغون (HD) </br> أراغون TV INT                                                                               | راديو أراغون </br> راديو أراغون 2                                                          | 1987  |
| أستورياس</img> أستورياس            | الراديو والتليفزيون ديل برينسيبادو دي أستورياس (RTPA) | TPA7 </br> TPA8 </br> TPA9 (عالية الدقة)                                                                              | تقنية RPA                                                                                  | 2006  |
| مورسيا</img> مورسيا                | البث الإذاعي والتلفزيوني لمنطقة مورسيا (RTRM)         | لا 7 آر إم (HD) | أوندا الإقليمية دي مورسيا </br> موسيقى أو آر إم                                            | 2004  |

## غير الأعضاء
- لم تنضم CEXMA التابعة لـ إكستريمادورا إلى اتحاد منظمات الراديو والتلفزيون المستقلة بقرار ذاتي. شركات مدينتي سبتة ( راديو وتلفزيون سبتة RTVCE ) ومليلية ( TVM ) المتمتعة بالحكم الذاتي ليست جزءًا من FORTA أيضًا.
- تفتقر أربع مناطق تتمتع بالحكم الذاتي ( كانتابريا ، وقشتالة وليون ، ولاريوخا، ونافار ) إلى شبكة بث عامة. توجد شبكات بث خاصة على مستوى المنطقة في كانتابريا (تلفزيون كانتابريا الشهير)، وقشتالة وليون ( RTVCYL )، ولاريوخا ( TVR )، ونافار ( NATV ).

## الأعضاء السابقين
أصبحت محطة البث الإقليمية في فالنسيا راديو و تلفزيون فالنسيانا (RTVV) غير موجودة في عام 2013 م.

## أنظر أيضا
- التلفزيون في اسبانيا

## روابط خارجية
- الموقع الرسمي
 باللغة الإسبانية

قالب:FORTA